# La guerra per porre fine alla guerra
La guerra per porre fine alla guerra, in inglese The war to end war (ora comunemente definita the war to end all wars), è un termine che viene utilizzato in riferimento alla prima guerra mondiale (1914-1918) tratto dal libro del 1914 The War That Will End War di H. G. Wells.
Originariamente uno slogan idealistico, ora è usato principalmente in modo sarcastico, poiché non solo la prima guerra mondiale non fu l'ultima guerra della storia, ma le sue conseguenze contribuirono anche indirettamente allo scoppio della seconda guerra mondiale (1939-1945), ancora più devastante della precedente.

## Origine
Nell'agosto del 1914, subito dopo lo scoppio della guerra, l'autore e commentatore sociale inglese H.G. Wells pubblicò una serie di articoli sui giornali londinesi che in seguito apparvero come libro intitolato The War That Will End War, nei quali incolpava le potenze centrali per aver iniziato la guerra e sostenne che solo la sconfitta del militarismo tedesco avrebbe potuto porre fine alla guerra. Usò la forma abbreviata, "the war to end war", per In the Fourth Year (1918), in cui notò che la frase "entrò in circolazione" nella seconda metà del 1914. Divenne poi uno dei tormentoni più comuni della prima guerra mondiale.

## Usi successivi
Durante la prima guerra mondiale, l'espressione incontrò un certo scetticismo, e quando divenne evidente che la guerra non era riuscita a porre fine alla guerra, assunse un tono più cinico. L'ufficiale di stato maggiore britannico Archibald Wavell, futuro feldmaresciallo e viceré dell'India, disse sconsolato della Conferenza di pace di Parigi: "Dopo la guerra per porre fine alla guerra, sembra che a Parigi siano riusciti a fare la pace per porre fine alla pace. Lo stesso Wells usò l'espressione in modo ironico nel romanzo The Bulpington of Blup (1932).
Walter Lippmann nel 1967 osservò "L'illusione è che qualunque guerra stiamo combattendo sia la guerra per porre fine alla guerra", mentre il presidente degli Stati Uniti Richard Nixon nel suo discorso "Silent Majority" (1969) disse "Non vi dico che la guerra in Vietnam è la guerra per porre fine alle guerre".
Verso gli ultimi tre decenni del XX secolo l'espressione alternativa "la guerra per porre fine a tutte le guerre" è diventata sempre più popolare. "La guerra per porre fine a tutte le guerre" è stata utilizzata da autori come Edward M. Coffman (1968), Russell Freedman (2010) e Adam Hochschild (2011).